# Mistrzostwa Łotwy w piłce siatkowej mężczyzn (2023/2024)
Mistrzostwa Łotwy w piłce siatkowej mężczyzn 2023/2024 (oficjalna nazwa ze względów sponsorskich: Optibet Latvijas čempionāts vīriešiem 2023/2024) − 32. sezon mistrzostw Łotwy w piłce siatkowej po odzyskaniu przez to państwo niepodległości (94. sezon wliczając mistrzostwa Łotwy w latach 1926-1943 oraz mistrzostwa Łotewskiej SRR) zorganizowany przez Łotewski Związek Piłki Siatkowej (Latvijas volejbola federācija, LVF). Zainaugurowany został 7 października 2023 roku i trwał do 19 kwietnia 2024 roku.
Mistrzostwa Łotwy w sezonie 2023/2024 składały się z dwóch poziomów rozgrywkowych: ligi narodowej (oficjalna nazwa: Optibet Latvijas čempionāta Nacionālā līga vīriešiem) będącej drugim poziomem rozgrywkowym oraz fazy finałowej wyłaniającej mistrza Łotwy.
W ramach ligi narodowej dziewięć drużyn nieuczestniczących w lidze bałtyckiej rywalizowało w fazie zasadniczej i fazie play-off. W fazie zasadniczej rozegrały między sobą po dwa spotkania. Osiem najlepszych zespołów awansowało do fazy play-off, w ramach której odbyły się ćwierćfinały, półfinały, mecz o 3. miejsce i finał. Mecz o 3. miejsce i finał rozegrane zostały w Centrum Olimpijskim w Dyneburgu (Daugavpils Olimpiskais centrs). Mistrzem ligi narodowej został zespół Augšdaugava, który w finale pokonał Jēkabpils juniori/JSS. Trzecie miejsce zajął VK Ventspils.
W fazie finałowej mistrzostw Łotwy brały udział trzy drużyny grające w lidze bałtyckiej oraz reprezentant ligi narodowej. Rozgrywki składały się z półfinałów, meczu o 3. miejsce oraz finałów. Po raz piąty mistrzem Łotwy został SK Jēkabpils Lūši, który w finałach pokonał Ezerzeme/Daugavpils Universitāte. Najlepszym zawodnikiem (MVP) finałowej serii wybrany został Jānis Jansons. Trzecie miejsce zajął zespół RTU Robežsardze/Jūrmala.
Sponsorem tytularnym mistrzostw Łotwy było przedsiębiorstwo bukmacherskie Optibet.

## System rozgrywek
Mistrzostwa Łotwy w sezonie 2023/2024 składały się z dwóch poziomów rozgrywkowych: narodowej ligi stanowiącej drugi poziom rozgrywkowy oraz fazy finałowej mistrzostw Łotwy, w której brały udział kluby grające w lidze bałtyckiej oraz przedstawiciel narodowej ligi.

### Nacionālā līga
Narodowa liga w sezonie 2023/2024 składała się z fazy zasadniczej oraz fazy play-off. W fazie zasadniczej drużyny rozegrały między sobą po dwa mecze systemem kołowym (mecz u siebie i rewanż na wyjeździe). Osiem najlepszych drużyn awansowało do fazy play-off. Zwycięzca fazy zasadniczej uzyskał prawo gry w fazie finałowej mistrzostw Łotwy.
Faza play-off obejmowała ćwierćfinały, półfinały, mecz o 3. miejsce oraz finał. Pary ćwierćfinałowe powstały na podstawie miejsc zajętych przez poszczególne drużyny w fazie zasadniczej według klucza: 1-8; 2-7; 3-6; 4-5. Rywalizacja w parach toczyła się do dwóch zwycięstw ze zmianą gospodarza po każdym spotkaniu. Gospodarzem pierwszego meczu w parze był zespół, który w fazie zasadniczej zajął wyższe miejsce. Zwycięzcy ćwierćfinałów awansowali do półfinałów.
Pary półfinałowe powstały na podstawie miejsc z fazy zasadniczej, tj. pierwszą parę utworzyły drużyna, która w fazie zasadniczej zajęła najwyższe miejsce spośród zespołów uczestniczących w półfinałach, oraz ta, która zajęła najniższe miejsce, drugą parę – dwa pozostałe zespoły. Rywalizacja w parach toczyła się do dwóch zwycięstw na zasadach analogicznych co w ćwierćfinałach.
Przegrani półfinałów rozegrali spotkanie o 3. miejsce, natomiast zwycięzcy półfinałów – mecz finałowy o mistrzostwo ligi narodowej. Prawo organizacji turnieju, w ramach którego odbyły się finał i mecz o 3. miejsce, w pierwszej kolejności przysługiwało zwycięzcy fazy zasadniczej.

### Faza finałowa
W fazie finałowej mistrzostw Łotwy uczestniczyły trzy drużyny grające w lidze bałtyckiej oraz zwycięzca fazy zasadniczej ligi narodowej. Faza finałowa składała się z półfinałów, meczu o 3. miejsce oraz finałów.
Pary półfinałowe powstały na podstawie miejsc zajętych przez poszczególne drużyny w fazie zasadniczej ligi bałtyckiej według klucza:
- para 1: drużyna, która zajęła 1. miejsce wśród łotewskich drużyn w fazie zasadniczej ligi bałtyckiej – zespół z ligi narodowej;
- para 2: drużyna, która zajęła 2. miejsce wśród łotewskich drużyn w fazie zasadniczej ligi bałtyckiej – drużyna, która zajęła 3. miejsce wśród łotewskich drużyn w fazie zasadniczej ligi bałtyckiej.

Rywalizacja w parach toczyła się do dwóch zwycięstw. Zwycięzcy półfinałów awansowali do finałów, przegrani natomiast rozegrali mecz o 3. miejsce. W finałach zespoły grały do trzech zwycięstw. W półfinałach i finałach gospodarz zmieniał się po każdym meczu. Gospodarzem pierwszego spotkania w parze był zespół z ligi bałtyckiej albo ten, który w fazie zasadniczej ligi bałtyckiej zajął wyższe miejsce. Zwycięzca finałów został mistrzem Łotwy.

## Drużyny uczestniczące
W lidze narodowej w sezonie 2023/2024 uczestniczyło 9 drużyn. Do rozgrywek dołączyły: połączony zespół Uniwersytetu Stradiņša w Rydze (Rīgas Stradiņa universitāte, RSU) oraz Łotewskiej Akademii Pedagogiki Sportu (Latvijas Sporta pedagoģijas akadēmija, LSPA) występujący pod nazwą RSU/LSPA, a także VK Piejūra/MSĢ. Do ligi narodowej nie zgłosiła się natomiast drużyna VK Kuldīga/Kuldīgas NSS, która brała udział w rozgrywkach w poprzednim sezonie.
| Nacionālā līga 2023/2024                                                              | Nacionālā līga 2023/2024 |
| ------------------------------------------------------------------------------------- | ------------------------ |
| VK Ventspils                                                                          | 1                        |
| Augšdaugava                                                                           | 2                        |
| Rīgas Tehniskā universitāte (RTU)                                                     | 3                        |
| VK Vecumnieki                                                                         | 4                        |
| VK Aizpute                                                                            | 5                        |
| VK Jelgava                                                                            | 7                        |
| Jēkabpils juniori/JSS                                                                 | 8                        |
| RSU/LSPA                                                                              | —                        |
| VK Piejūra/MSĢ                                                                        | —                        |
| Oznaczenia: - kolumna druga – miejsce zajęte przez daną drużynę w poprzednim sezonie. |                          |

W fazie finałowej mistrzostw Łotwy brały udział trzy kluby, które grały w lidze bałtyckiej, tj. Ezerzeme/Daugavpils Universitāte, RTU Robežsardze/Jūrmala i SK Jēkabpils Lūši, a także reprezentant ligi narodowej, tj. VK Piejūra/MSĢ.
| Mistrzostwa Łotwy 2023/2024                                                           | Mistrzostwa Łotwy 2023/2024 |
| ------------------------------------------------------------------------------------- | --------------------------- |
| Ezerzeme/Daugavpils Universitāte                                                      | 1                           |
| RTU Robežsardze/Jūrmala                                                               | 2                           |
| SK Jēkabpils Lūši                                                                     | 3                           |
| Awans z ligi narodowej                                                                |                             |
| VK Piejūra/MSĢ                                                                        | —                           |
| Oznaczenia: - kolumna druga – miejsce zajęte przez daną drużynę w poprzednim sezonie. |                             |

Uwaga: Drużyny, które w fazie zasadniczej ligi narodowej zajęły miejsca 1-6, nie wyraziły chęci uczestnictwa w fazie finałowej Mistrzostw Łotwy, stąd awans do tej fazy uzyskał zespół VK Piejūra/MSĢ, który w fazie zasadniczej ligi narodowej zajął 7. miejsce.

## Hale sportowe
| Drużyna                                 | Hala sportowa                                   | Miejscowość | *     |
| --------------------------------------- | ----------------------------------------------- | ----------- | ----- |
| Augšdaugava                             | Robežsardzes sporta zāle (A. Pumpura ielā 105b) | Dyneburg    |       |
| Ezerzeme/Daugavpils Universitāte        | Daugavpils Olimpiskais centrs                   | Dyneburg    | [ a ] |
| Ezerzeme/Daugavpils Universitāte        | Daugavpils Sporta skola                         | Dyneburg    | [ a ] |
| Rīgas Tehniskā universitāte             | Latvenergo sporta zālē                          | Ryga        |       |
| RSU/LSPA                                | RSU Sporta kluba zāle                           | Ryga        |       |
| RTU Robežsardze/Jūrmala                 | Jūrmalas Valsts ģimnāzijas sporta hallē         | Jurmała     |       |
| SK Jēkabpils Lūši Jēkabpils juniori/JSS | Jēkabpils sporta nams                           | Jēkabpils   |       |
| VK Aizpute                              | Aizputes sporta centrs Lejaskurzeme             | Aizpute     |       |
| VK Jelgava                              | Zemgales Olimpiskais centrs                     | Jełgawa     | [ b ] |
| VK Jelgava                              | Jelgavas novada sporta centrs                   | Jełgawa     | [ b ] |
| VK Piejūra/MSĢ                          | Sējas novada Sporta centrs                      | Sēja        | [ c ] |
| VK Piejūra/MSĢ                          | Limbažu vidusskolas sporta zāle                 | Limbaži     | [ c ] |
| VK Piejūra/MSĢ                          | Viļķenes pamatskolas sporta zāle                | Viļķene     | [ c ] |
| VK Vecumnieki                           | Misas vidusskolas sporta zāle                   | Misa        |       |
| VK Ventspils                            | Sporta halle Pārventa                           | Windawa     |       |
| Źródło:                                 |                                                 |             |       |

## Nacionālā līga

### Faza zasadnicza

#### Tabela wyników
| Gospodarz \ Gość1           | VEN | AGŠ | RTU | VEC | AIZ | JEL | JĒK/ JSS | RSU/ LSPA | PJR/ MSĢ |
| --------------------------- | --- | --- | --- | --- | --- | --- | -------- | --------- | -------- |
| VK Ventspils                | -   | 0:3 | 3:1 | 3:0 | 3:1 | 0:3 | 0:3      | 3:1       | 3:2      |
| Augšdaugava                 | 3:0 | -   | 3:0 | 3:1 | 3:0 | 3:1 | 2:3      | 3:1       | 3:1      |
| Rīgas Tehniskā universitāte | 3:0 | 1:3 | -   | 3:2 | 3:0 | 3:1 | 3:1      | 3:2       | 3:0      |
| VK Vecumnieki               | 1:3 | 3:0 | 3:1 | -   | 3:0 | 3:2 | 3:1      | 3:1       | 3:1      |
| VK Aizpute                  | 2:3 | 1:3 | 1:3 | 0:3 | -   | 3:0 | 0:3      | 2:3       | 2:3      |
| VK Jelgava                  | 0:3 | 0:3 | 0:3 | 2:3 | 1:3 | -   | 0:3      | 3:0       | 3:2      |
| Jēkabpils juniori/JSS       | 3:0 | 1:3 | 3:2 | 2:3 | 0:3 | 3:0 | -        | 2:3       | 3:0      |
| RSU/LSPA                    | 1:3 | 0:3 | 3:1 | 0:3 | 2:3 | 3:2 | 0:3      | -         | 0:3      |
| VK Piejūra/MSĢ              | 3:1 | 3:2 | 2:3 | 2:3 | 1:3 | 0:3 | 1:3      | 3:2       | -        |

Źródło: 
1 Drużyna gospodarzy jest wymieniona po lewej stronie tabeli.
Kolory:
  zwycięstwo gospodarzy 3:0 lub 3:1
  zwycięstwo gospodarzy 3:2
  zwycięstwo gości 3:0 lub 3:1
  zwycięstwo gości 3:2

#### Terminarz i wyniki spotkań
| Data                                                            | Godz. | Gospodarz                   | Rezultat                                | Gość                        | Widzów |
| --------------------------------------------------------------- | ----- | --------------------------- | --------------------------------------- | --------------------------- | ------ |
| I RUNDA                                                         |       |                             |                                         |                             |        |
| 7.10.2023                                                       | 14:00 | VK Ventspils                | 3:1 (25:22, 25:27, 25:22, 25:14)        | VK Aizpute                  | 62     |
| 8.10.2023                                                       | 13:00 | Augšdaugava                 | 3:1 (22:25, 25:23, 25:18, 25:23)        | VK Jelgava                  | 22     |
| 11.10.2023                                                      | 20:00 | RSU/LSPA                    | 3:1 (25:23, 19:25, 25:21, 25:23)        | Rīgas Tehniskā universitāte | 33     |
| 14.10.2023                                                      | 14:00 | VK Ventspils                | 3:1 (25:16, 30:32, 25:21, 25:14)        | RSU/LSPA                    | 25     |
| 14.10.2023                                                      | 16:00 | VK Piejūra/MSĢ              | 3:2 (25:22, 29:27, 21:25, 11:25, 15:9)  | Augšdaugava                 | 89     |
| 14.10.2023                                                      | 18:00 | VK Aizpute                  | 1:3 (31:29, 23:25, 25:27, 20:25)        | Rīgas Tehniskā universitāte | 147    |
| 15.10.2023                                                      | 14:00 | VK Vecumnieki               | 3:1 (23:25, 25:12, 25:17, 26:24)        | Jēkabpils juniori/JSS       | 70     |
| 20.10.2023                                                      | 20:00 | RSU/LSPA                    | 0:3 (17:25, 19:25, 30:32)               | VK Vecumnieki               | 45     |
| 21.10.2023                                                      | 13:00 | Augšdaugava                 | 3:0 (25:14, 25:23, 25:12)               | VK Aizpute                  | 20     |
| 21.10.2023                                                      | 14:00 | Jēkabpils juniori/JSS       | 3:0 (25:21, 25:20, 25:16)               | VK Ventspils                | 56     |
| 21.10.2023                                                      | 16:00 | VK Jelgava                  | 3:2 (19:25, 24:26, 25:19, 25:22, 17:15) | VK Piejūra/MSĢ              | 120    |
| 22.10.2023                                                      | 12:00 | Jēkabpils juniori/JSS       | 0:3 (21:25, 25:27, 24:26)               | VK Aizpute                  | 47     |
| 22.10.2023                                                      | 13:00 | Augšdaugava                 | 3:0 (25:14, 27:25, 25:21)               | VK Ventspils                | 25     |
| 22.10.2023                                                      | 13:00 | Rīgas Tehniskā universitāte | 3:0 (25:16, 25:18, 25:23)               | VK Piejūra/MSĢ              | bd.    |
| 28.10.2023                                                      | 14:00 | VK Ventspils                | 0:3 (14:25, 19:25, 20:25)               | VK Jelgava                  | 43     |
| 28.10.2023                                                      | 18:00 | VK Aizpute                  | 2:3 (23:25, 25:21, 14:25, 25:19, 9:15)  | RSU/LSPA                    | 210    |
| 29.10.2023                                                      | 16:00 | VK Piejūra/MSĢ              | 1:3 (19:25, 17:25, 27:25, 21:25)        | Jēkabpils juniori/JSS       | 48     |
| 4.11.2023                                                       | 14:00 | VK Ventspils                | 3:1 (25:15, 25:22, 13:25, 25:23)        | Rīgas Tehniskā universitāte | 45     |
| 5.11.2023                                                       | 18:00 | VK Vecumnieki               | 3:0 (25:19, 25:13, 25:23)               | Augšdaugava                 | bd.    |
| 11.11.2023                                                      | 13:00 | Augšdaugava                 | 3:1 (25:17, 25:16, 21:25, 25:20)        | RSU/LSPA                    | bd.    |
| 11.11.2023                                                      | 14:00 | Jēkabpils juniori/JSS       | 3:2 (16:25, 19:25, 25:15, 25:16, 17:15) | Rīgas Tehniskā universitāte | 70     |
| 11.11.2023                                                      | 16:00 | VK Jelgava                  | 1:3 (26:28, 24:26, 28:26, 21:25)        | VK Aizpute                  | bd.    |
| 12.11.2023                                                      | 16:00 | VK Piejūra/MSĢ              | 3:2 (25:22, 21:25, 25:23, 22:25, 15:9)  | RSU/LSPA                    | 58     |
| 16.11.2023                                                      | 20:00 | VK Piejūra/MSĢ              | 2:3 (26:24, 17:25, 18:25, 25:21, 12:15) | VK Vecumnieki               | 84     |
| 18.11.2023                                                      | 14:00 | Jēkabpils juniori/JSS       | 1:3 (11:25, 25:23, 18:25, 22:25)        | Augšdaugava                 | 80     |
| 19.11.2023                                                      | 14:00 | VK Vecumnieki               | 3:0 (25:17, 25:19, 25:17)               | VK Aizpute                  | 45     |
| 19.11.2023                                                      | 14:00 | VK Ventspils                | 3:2 (25:20, 25:22, 24:26, 19:25, 19:17) | VK Piejūra/MSĢ              | 122    |
| 25.11.2023                                                      | 16:00 | VK Jelgava                  | 2:3 (25:21, 15:25, 25:21, 29:31, 11:15) | VK Vecumnieki               | 80     |
| 25.11.2023                                                      | 18:00 | RSU/LSPA                    | 0:3 (18:25, 12:25, 14:25)               | Jēkabpils juniori/JSS       | bd.    |
| 25.11.2023                                                      | 18:00 | VK Aizpute                  | 2:3 (22:25, 16:25, 29:27, 25:20, 10:15) | VK Piejūra/MSĢ              | 125    |
| 26.11.2023                                                      | 14:00 | Rīgas Tehniskā universitāte | 1:3 (20:25, 25:21, 20:25, 23:25)        | Augšdaugava                 | 13     |
| 26.11.2023                                                      | 16:00 | VK Jelgava                  | 0:3 (16:25, 20:25, 24:26)               | Jēkabpils juniori/JSS       | 89     |
| 3.12.2023                                                       | 12:00 | Rīgas Tehniskā universitāte | 3:1 (25:17, 12:25, 25:17, 25:16)        | VK Jelgava                  | bd.    |
| 3.12.2023                                                       | 14:00 | VK Vecumnieki               | 1:3 (25:16, 16:25, 20:25, 17:25)        | VK Ventspils                | 50     |
| 10.12.2023                                                      | 14:00 | Rīgas Tehniskā universitāte | 3:2 (25:19, 20:25, 22:25, 25:6, 15:9)   | VK Vecumnieki               | 20     |
| 10.12.2023                                                      | 18:00 | RSU/LSPA                    | 3:2 (31:29, 27:29, 25:22, 19:25, 15:13) | VK Jelgava                  | 14     |
| II RUNDA                                                        |       |                             |                                         |                             |        |
| 9.12.2023                                                       | 13:00 | Rīgas Tehniskā universitāte | 3:2 (25:16, 17:25, 25:20, 23:25, 15:9)  | RSU/LSPA                    | 7      |
| 9.12.2023                                                       | 18:00 | VK Aizpute                  | 2:3 (25:20, 23:25, 23:25, 25:17, 13:15) | VK Ventspils                | 135    |
| 6.01.2024                                                       | 16:00 | VK Jelgava                  | 0:3 (25:27, 23:25, 22:25)               | VK Ventspils                | 65     |
| 6.01.2024                                                       | 18:00 | RSU/LSPA                    | 2:3 (18:25, 23:25, 25:22, 25:15, 15:17) | VK Aizpute                  | 23     |
| 11.01.2024                                                      | 20:00 | VK Vecumnieki               | 3:1 (25:22, 20:25, 25:19, 25:23)        | Rīgas Tehniskā universitāte | 27     |
| 13.01.2024                                                      | 14:00 | VK Ventspils                | 0:3 (17:25, 22:25, 13:25)               | Jēkabpils juniori/JSS       | 55     |
| 13.01.2024                                                      | 14:00 | VK Piejūra/MSĢ              | 0:3 (17:25, 19:25, 19:25)               | VK Jelgava                  | 37     |
| 13.01.2024                                                      | 18:00 | VK Aizpute                  | 1:3 (19:25, 36:34, 16:25, 22:25)        | Augšdaugava                 | 146    |
| 14.01.2024                                                      | 14:00 | VK Ventspils                | 0:3 (23:25, 25:27, 19:25)               | Augšdaugava                 | 45     |
| 18.01.2024                                                      | 20:00 | VK Vecumnieki               | 3:1 (25:18, 28:30, 25:17, 25:23)        | RSU/LSPA                    | 45     |
| 20.01.2024                                                      | 13:00 | Rīgas Tehniskā universitāte | 3:0 (25:21, 25:19, 25:21)               | VK Aizpute                  | bd.    |
| 20.01.2024                                                      | 18:00 | VK Jelgava                  | 0:3 (23:25, 22:25, 20:25)               | Augšdaugava                 | 37     |
| 21.01.2024                                                      | 14:00 | RSU/LSPA                    | 1:3 (20:25, 30:28, 18:25, 15:25)        | VK Ventspils                | bd.    |
| 27.01.2024                                                      | 13:00 | Augšdaugava                 | 3:0 (25:15, 25:16, 25:22)               | Rīgas Tehniskā universitāte | bd.    |
| 27.01.2024                                                      | 14:00 | Jēkabpils juniori/JSS       | 2:3 (24:26, 22:25, 25:21, 26:24, 17:19) | VK Vecumnieki               | 90     |
| 27.01.2024                                                      | 16:00 | VK Jelgava                  | 3:0 (25:16, 25:18, 31:29)               | RSU/LSPA                    | 44     |
| 27.01.2024                                                      | 17:00 | VK Piejūra/MSĢ              | 3:1 (25:22, 25:17, 19:25, 25:23)        | VK Ventspils                | bd.    |
| 28.01.2024                                                      | 12:00 | Jēkabpils juniori/JSS       | 3:0 (25:20, 25:23, 25:21)               | VK Piejūra/MSĢ              | 71     |
| 28.01.2024                                                      | 13:00 | Augšdaugava                 | 3:1 (25:17, 25:23, 22:25, 25:23)        | VK Vecumnieki               | bd.    |
| 3.02.2024                                                       | 13:00 | Rīgas Tehniskā universitāte | 3:1 (25:17, 15:25, 25:20, 25:21)        | Jēkabpils juniori/JSS       | 25     |
| 3.02.2024                                                       | 18:00 | RSU/LSPA                    | 0:3 (20:25, 23:25, 22:25)               | Augšdaugava                 | 25     |
| 3.02.2024                                                       | 18:00 | VK Aizpute                  | 3:0 (28:26, 25:19, 25:18)               | VK Jelgava                  | 221    |
| 7.02.2024                                                       | 19:30 | Augšdaugava                 | 2:3 (25:23, 27:29, 25:21, 21:25, 13:15) | Jēkabpils juniori/JSS       | 40     |
| 7.02.2024                                                       | 20:00 | VK Vecumnieki               | 3:1 (18:25, 25:19, 25:16, 25:21)        | VK Piejūra/MSĢ              | 45     |
| 10.02.2024                                                      | 14:00 | VK Ventspils                | 3:0 (25:18, 25:18, 25:18)               | VK Vecumnieki               | 25     |
| 10.02.2024                                                      | 16:00 | VK Jelgava                  | 0:3 (28:30, 23:25, 14:25)               | Rīgas Tehniskā universitāte | 51     |
| 10.02.2024                                                      | 16:00 | VK Piejūra/MSĢ              | 1:3 (25:20, 19:25, 22:25, 24:26)        | VK Aizpute                  | 34     |
| 11.02.2024                                                      | 14:00 | Jēkabpils juniori/JSS       | 2:3 (25:19, 23:25, 25:20, 27:29, 11:15) | RSU/LSPA                    | 58     |
| 11.02.2024                                                      | 16:00 | VK Piejūra/MSĢ              | 2:3 (22:25, 22:25, 27:25, 25:23, 13:15) | Rīgas Tehniskā universitāte | 38     |
| 13.02.2024                                                      | 20:00 | VK Vecumnieki               | 3:2 (25:21, 25:22, 19:25, 22:25, 15:11) | VK Jelgava                  | 41     |
| 17.02.2024                                                      | 13:00 | Augšdaugava                 | 3:1 (18:25, 25:17, 25:23, 25:23)        | VK Piejūra/MSĢ              | 30     |
| 17.02.2024                                                      | 13:00 | Rīgas Tehniskā universitāte | 3:0 (25:14, 25:17, 25:14)               | VK Ventspils                | 20     |
| 17.02.2024                                                      | 14:00 | Jēkabpils juniori/JSS       | 3:0 (25:20, 25:20, 25:18)               | VK Jelgava                  | 62     |
| 17.02.2024                                                      | 18:00 | VK Aizpute                  | 0:3 (19:25, 23:25, 19:25)               | VK Vecumnieki               | 125    |
| 18.02.2024                                                      | 18:00 | VK Aizpute                  | 0:3 (22:25, 18:25, 20:25)               | Jēkabpils juniori/JSS       | 120    |
| 18.02.2024                                                      | 18:00 | RSU/LSPA                    | 0:3 (23:25, 32:34, 22:25)               | VK Piejūra/MSĢ              | 62     |
| Wszystkie godziny według czasu lokalnego (UTC+2/UTC+3). Źródło: |       |                             |                                         |                             |        |

#### Tabela
| Lp.                    | Drużyna                     | Pkt | Mecze | Mecze | Mecze | Rodzaj wyniku | Rodzaj wyniku | Rodzaj wyniku | Rodzaj wyniku | Rodzaj wyniku | Rodzaj wyniku | Sety | Sety | Sety  | Małe punkty | Małe punkty | Małe punkty |
| Lp.                    | Drużyna                     | Pkt | M     | W     | P     | 3:0           | 3:1           | 3:2           | 2:3           | 1:3           | 0:3           | wyg. | prz. | stos. | zdob.       | str.        | stos.       |
| ---------------------- | --------------------------- | --- | ----- | ----- | ----- | ------------- | ------------- | ------------- | ------------- | ------------- | ------------- | ---- | ---- | ----- | ----------- | ----------- | ----------- |
| 1                      | Augšdaugava                 | 41  | 16    | 13    | 3     | 6             | 7             | 0             | 2             | 0             | 1             | 43   | 16   | 2.688 | 1414        | 1248        | 1.133       |
| 2                      | VK Vecumnieki               | 33  | 16    | 12    | 4     | 4             | 4             | 4             | 1             | 2             | 1             | 40   | 24   | 1.667 | 1445        | 1362        | 1.061       |
| 3                      | Jēkabpils juniori/JSS       | 30  | 16    | 10    | 6     | 7             | 1             | 2             | 2             | 3             | 1             | 37   | 23   | 1.609 | 1373        | 1274        | 1.078       |
| 4                      | Rīgas Tehniskā universitāte | 28  | 16    | 10    | 6     | 4             | 3             | 3             | 1             | 4             | 1             | 36   | 27   | 1.333 | 1416        | 1323        | 1.07        |
| 5                      | VK Ventspils                | 25  | 16    | 9     | 7     | 2             | 5             | 2             | 0             | 1             | 6             | 28   | 30   | 0.933 | 1274        | 1305        | 0.976       |
| 6                      | VK Aizpute                  | 17  | 16    | 5     | 11    | 2             | 2             | 1             | 3             | 3             | 5             | 24   | 37   | 0.649 | 1329        | 1437        | 0.925       |
| 7                      | VK Piejūra/MSĢ              | 16  | 16    | 5     | 11    | 1             | 1             | 3             | 4             | 4             | 3             | 27   | 40   | 0.675 | 1442        | 1530        | 0.942       |
| 8                      | VK Jelgava                  | 14  | 16    | 4     | 12    | 3             | 0             | 1             | 3             | 3             | 6             | 21   | 38   | 0.553 | 1312        | 1364        | 0.962       |
| 9                      | RSU/LSPA                    | 12  | 16    | 4     | 12    | 0             | 1             | 3             | 3             | 4             | 5             | 22   | 43   | 0.512 | 1376        | 1538        | 0.895       |
| Legenda: faza play-off |                             |     |       |       |       |               |               |               |               |               |               |      |      |       |             |             |             |

Źródło: 
Punktacja: 3:0 i 3:1 – 3 pkt; 3:2 – 2 pkt; 2:3 – 1 pkt; 1:3 i 0:3 – 0 pkt
Zasady ustalania kolejności: 1. liczba punktów; 2. liczba zwycięstw; 3. stosunek setów; 4. stosunek małych punktów; 5. bilans w bezpośrednich meczach

### Faza play-off
Wszystkie godziny według czasu lokalnego (UTC+2).

#### Drabinka
|  |              |                       |              |                       |              |                             |               |           |           |               |                   |                   |                   |  |       |       |       |
|  | Ćwierćfinały | Ćwierćfinały          | Ćwierćfinały | Ćwierćfinały          | Ćwierćfinały |                             |               | Półfinały | Półfinały | Półfinały     | Półfinały         | Półfinały         |                   |  | Finał | Finał | Finał |
|  | Ćwierćfinały | Ćwierćfinały          | Ćwierćfinały | Ćwierćfinały          | Ćwierćfinały |                             |               | Półfinały | Półfinały | Półfinały     | Półfinały         | Półfinały         |                   |  | Finał | Finał | Finał |
|  |              |                       |              |                       |              |                             |               |           |           |               |                   |                   |                   |  |       |       |       |
|  |              |                       |              |                       |              |                             |               |           |           |               |                   |                   |                   |  |       |       |       |
|  | 1            | Augšdaugava           | 3            | 3                     |              |                             |               |           |           |               |                   |                   |                   |  |       |       |       |
|  | 1            | Augšdaugava           | 3            | 3                     |              |                             |               |           |           |               |                   |                   |                   |  |       |       |       |
|  | 8            | VK Jelgava            | 1            | 2                     |              |                             |               |           |           |               |                   |                   |                   |  |       |       |       |
|  | 8            | VK Jelgava            | 1            | 2                     | 1            | Augšdaugava                 | 2             | 3         | 3         |               |                   |                   |                   |  |       |       |       |
|  |              |                       |              |                       |              | Augšdaugava                 | 2             | 3         | 3         |               |                   |                   |                   |  |       |       |       |
|  | 5            | VK Ventspils          | 3            | 2                     | 1            |                             |               |           |           |               |                   |                   |                   |  |       |       |       |
|  | 5            | VK Ventspils          | 3            | 2                     | 1            | 2                           | VK Vecumnieki | 3         | 1         | 3             |                   |                   |                   |  |       |       |       |
|  |              |                       |              |                       |              | 2                           | VK Vecumnieki | 3         | 1         | 3             |                   |                   |                   |  |       |       |       |
|  | 7            | VK Piejūra/MSĢ        | 0            | 3                     | 2            |                             |               |           |           |               |                   |                   |                   |  |       |       |       |
|  | 7            | VK Piejūra/MSĢ        | 0            | 3                     | 2            | 1                           | Augšdaugava   | 3         |           |               |                   |                   |                   |  |       |       |       |
|  |              |                       |              |                       |              |                             |               |           |           |               |                   |                   |                   |  |       |       |       |
|  |              |                       | 3            | Jēkabpils juniori/JSS | 1            |                             |               |           |           |               |                   |                   |                   |  |       |       |       |
|  | 3            | Jēkabpils juniori/JSS | 3            | Jēkabpils juniori/JSS | 1            | 3                           | 0             | 3         |           |               |                   |                   |                   |  |       |       |       |
|  | 3            | Jēkabpils juniori/JSS |              |                       |              |                             |               | 3         |           |               |                   |                   |                   |  |       |       |       |
|  | 6            | VK Aizpute            | 1            | 3                     | 1            |                             |               |           |           |               |                   |                   |                   |  |       |       |       |
|  | 6            | VK Aizpute            | 1            | 3                     | 1            | 2                           | VK Vecumnieki | 1         | 0         |               | Mecz o 3. miejsce | Mecz o 3. miejsce | Mecz o 3. miejsce |  |       |       |       |
|  |              |                       |              |                       |              | 2                           | VK Vecumnieki | 1         | 0         |               | Mecz o 3. miejsce | Mecz o 3. miejsce | Mecz o 3. miejsce |  |       |       |       |
|  | 3            | Jēkabpils juniori/JSS | 3            | 3                     |              |                             |               |           |           |               |                   |                   |                   |  |       |       |       |
|  | 3            | Jēkabpils juniori/JSS | 3            | 3                     | 4            | Rīgas Tehniskā universitāte | 2             | 1         |           |               |                   |                   |                   |  |       |       |       |
|  |              |                       |              |                       |              | Rīgas Tehniskā universitāte | 2             | 1         | 2         | VK Vecumnieki | 1                 |                   |                   |  |       |       |       |
|  | 5            | VK Ventspils          | 3            | 3                     |              |                             |               |           | 2         | VK Vecumnieki | 1                 |                   |                   |  |       |       |       |
|  | 5            | VK Ventspils          | 3            | 3                     | 5            | VK Ventspils                | 3             |           |           |               |                   |                   |                   |  |       |       |       |
|  |              |                       |              |                       |              | VK Ventspils                | 3             |           |           |               |                   |                   |                   |  |       |       |       |

#### Ćwierćfinały
Format: do dwóch zwycięstw
| Data                            | Godz.                           | Gospodarz                       | Rezultat                                | Gość                        | Widzów             |
| ------------------------------- | ------------------------------- | ------------------------------- | --------------------------------------- | --------------------------- | ------------------ |
| Augšdaugava (1)                 | Augšdaugava (1)                 | Augšdaugava (1)                 | 2 – 0                                   | (8) VK Jelgava              | (8) VK Jelgava     |
| 24.02.2024                      | 13:00                           | Augšdaugava                     | 3:1 (23:25, 25:16, 25:20, 25:11)        | VK Jelgava                  | 30                 |
| 2.03.2024                       | 13:00                           | VK Jelgava                      | 2:3 (25:18, 25:23, 20:25, 18:25, 9:15)  | Augšdaugava                 | 45                 |
| VK Vecumnieki (2)               | VK Vecumnieki (2)               | VK Vecumnieki (2)               | 2 – 1                                   | (7) VK Piejūra/MSĢ          | (7) VK Piejūra/MSĢ |
| 24.02.2024                      | 14:00                           | VK Vecumnieki                   | 3:0 (25:20, 25:18, 28:26)               | VK Piejūra/MSĢ              | 82                 |
| 2.03.2024                       | 17:00                           | VK Piejūra/MSĢ                  | 3:1 (25:27, 25:23, 25:15, 25:20)        | VK Vecumnieki               | bd.                |
| 6.03.2024                       | 20:00                           | VK Vecumnieki                   | 3:2 (25:23, 21:25, 15:25, 25:15, 18:16) | VK Piejūra/MSĢ              | bd.                |
| Jēkabpils juniori/JSS (3)       | Jēkabpils juniori/JSS (3)       | Jēkabpils juniori/JSS (3)       | 2 – 1                                   | (6) VK Aizpute              | (6) VK Aizpute     |
| 24.02.2024                      | 15:00                           | Jēkabpils juniori/JSS           | 3:1 (25:19, 23:25, 25:22, 25:14)        | VK Aizpute                  | 115                |
| 1.03.2024                       | 20:00                           | VK Aizpute                      | 3:0 (25:16, 25:18, 25:20)               | Jēkabpils juniori/JSS       | bd.                |
| 3.03.2024                       | 17:00                           | Jēkabpils juniori/JSS           | 3:1 (19:25, 25:18, 25:19, 26:24)        | VK Aizpute                  | 160                |
| Rīgas Tehniskā universitāte (4) | Rīgas Tehniskā universitāte (4) | Rīgas Tehniskā universitāte (4) | 0 – 2                                   | (5) VK Ventspils            | (5) VK Ventspils   |
| 25.02.2024                      | 13:00                           | Rīgas Tehniskā universitāte     | 2:3 (26:24, 20:25, 25:22, 19:25, 13:15) | VK Ventspils                | 10                 |
| 2.03.2024                       | 14:00                           | VK Ventspils                    | 3:1 (17:25, 25:18, 25:21, 25:23)        | Rīgas Tehniskā universitāte | 56                 |

Źródło: 

#### Półfinały
Format: do dwóch zwycięstw
| Data              | Godz.             | Gospodarz             | Rezultat                                | Gość                      | Widzów                    |
| ----------------- | ----------------- | --------------------- | --------------------------------------- | ------------------------- | ------------------------- |
| Augšdaugava (1)   | Augšdaugava (1)   | Augšdaugava (1)       | 2 – 1                                   | (5) VK Ventspils          | (5) VK Ventspils          |
| 9.03.2024         | 19:00             | Augšdaugava           | 2:3 (24:26, 18:25, 25:16, 25:11, 17:19) | VK Ventspils              | 50                        |
| 16.03.2024        | 14:00             | VK Ventspils          | 2:3 (17:25, 26:24, 25:22, 21:25, 13:15) | Augšdaugava               | 74                        |
| 17.03.2024        | 14:00             | Augšdaugava           | 3:1 (25:17, 25:19, 25:27, 25:14)        | VK Ventspils              | 60                        |
| VK Vecumnieki (2) | VK Vecumnieki (2) | VK Vecumnieki (2)     | 0 – 2                                   | (3) Jēkabpils juniori/JSS | (3) Jēkabpils juniori/JSS |
| 12.03.2024        | 20:00             | VK Vecumnieki         | 1:3 (19:25, 17:25, 25:19, 21:25)        | Jēkabpils juniori/JSS     | bd.                       |
| 16.03.2024        | 14:00             | Jēkabpils juniori/JSS | 3:0 (26:24, 25:14, 25:15)               | VK Vecumnieki             | 166                       |

Źródło: 

#### Mecz o 3. miejsce
Format: jeden mecz
Miejsce: Daugavpils Olimpiskais centrs, Dyneburg
| Data       | Godz. | Gospodarz     | Rezultat                         | Gość         | Widzów |
| ---------- | ----- | ------------- | -------------------------------- | ------------ | ------ |
| 23.03.2024 | 15:00 | VK Vecumnieki | 1:3 (25:21, 20:25, 17:25, 24:26) | VK Ventspils | bd.    |

Źródło: 

#### Finał
Format: jeden mecz
Miejsce: Daugavpils Olimpiskais centrs, Dyneburg
| Data       | Godz. | Gospodarz   | Rezultat                         | Gość                  | Widzów |
| ---------- | ----- | ----------- | -------------------------------- | --------------------- | ------ |
| 23.03.2024 | 18:00 | Augšdaugava | 3:1 (20:25, 27:25, 25:17, 25:21) | Jēkabpils juniori/JSS | bd.    |

Źródło: 

### Klasyfikacja końcowa
| Poz. | Drużyna                     |
| ---- | --------------------------- |
| 1.   | Augšdaugava                 |
| 2.   | Jēkabpils juniori/JSS       |
| 3.   | VK Ventspils                |
| 4.   | VK Vecumnieki               |
| 5.   | Rīgas Tehniskā universitāte |
| 6.   | VK Aizpute                  |
| 7.   | VK Piejūra/MSĢ              |
| 8.   | VK Jelgava                  |
| 9.   | RSU/LSPA                    |

## Faza finałowa
Wszystkie godziny według czasu lokalnego (UTC+2/UTC+3).

### Drabinka
|  | Półfinały | Półfinały                        | Półfinały         | Półfinały | Półfinały |   |                                  | Finały            | Finały                  | Finały            | Finały            | Finały | Finały | Finały |
|  |           |                                  |                   |           |           |   |                                  |                   |                         |                   |                   |        |        |        |
|  | 1         | Ezerzeme/Daugavpils Universitāte | 3                 | 3         |           |   |                                  |                   |                         |                   |                   |        |        |        |
|  | 4         | VK Piejūra/MSĢ                   | 0                 | 0         |           |   |                                  |                   |                         |                   |                   |        |        |        |
|  | 4         | VK Piejūra/MSĢ                   | 0                 | 0         |           | 1 | Ezerzeme/Daugavpils Universitāte | 2                 | 3                       | 0                 | 1                 |        |        |        |
|  |           |                                  |                   |           |           | 1 | Ezerzeme/Daugavpils Universitāte | 2                 | 3                       | 0                 | 1                 |        |        |        |
|  |           | 2                                | SK Jēkabpils Lūši | 3         | 1         | 3 | 3                                |                   |                         |                   |                   |        |        |        |
|  | 2         | 2                                | SK Jēkabpils Lūši | 3         | 1         | 3 | 3                                | SK Jēkabpils Lūši | 3                       | 2                 | 3                 |        |        |        |
|  | 2         |                                  |                   |           |           |   |                                  | SK Jēkabpils Lūši | 3                       | 2                 | 3                 |        |        |        |
|  | 3         | RTU Robežsardze/Jūrmala          | 1                 | 3         | 1         |   |                                  | Mecz o 3. miejsce | Mecz o 3. miejsce       | Mecz o 3. miejsce | Mecz o 3. miejsce |        |        |        |
|  |           |                                  |                   |           |           |   |                                  |                   |                         |                   |                   |        |        |        |
|  |           |                                  |                   |           |           |   |                                  | 3                 | RTU Robežsardze/Jūrmala | 3                 | 3                 |        |        |        |
|  |           |                                  |                   |           |           |   |                                  | 4                 | VK Piejūra/MSĢ          | 0                 | 0                 |        |        |        |

### Półfinały
Format: do dwóch zwycięstw
| Data                                 | Godz.                                | Gospodarz                            | Rezultat                                | Gość                             | Widzów                      |
| ------------------------------------ | ------------------------------------ | ------------------------------------ | --------------------------------------- | -------------------------------- | --------------------------- |
| Ezerzeme/Daugavpils Universitāte (1) | Ezerzeme/Daugavpils Universitāte (1) | Ezerzeme/Daugavpils Universitāte (1) | 2 – 0                                   | (4) VK Piejūra/MSĢ               | (4) VK Piejūra/MSĢ          |
| 20.03.2024                           | 20:00                                | Ezerzeme/Daugavpils Universitāte     | 3:0 (25:21, 25:20, 25:21)               | VK Piejūra/MSĢ                   | 110                         |
| 24.03.2024                           | 16:00                                | VK Piejūra/MSĢ                       | 0:3 (18:25, 21:25, 22:25)               | Ezerzeme/Daugavpils Universitāte | 76                          |
| SK Jēkabpils Lūši (2)                | SK Jēkabpils Lūši (2)                | SK Jēkabpils Lūši (2)                | 2 – 1                                   | (3) RTU Robežsardze/Jūrmala      | (3) RTU Robežsardze/Jūrmala |
| 10.03.2024                           | 16:00                                | SK Jēkabpils Lūši                    | 3:1 (25:22, 25:17, 19:25, 25:19)        | RTU Robežsardze/Jūrmala          | 314                         |
| 17.03.2024                           | 19:00                                | RTU Robežsardze/Jūrmala              | 3:2 (25:27, 25:16, 25:22, 22:25, 15:10) | SK Jēkabpils Lūši                | 112                         |
| 27.03.2024                           | 20:00                                | SK Jēkabpils Lūši                    | 3:1 (25:22, 25:20, 21:25, 25:16)        | RTU Robežsardze/Jūrmala          | 437                         |

Źródło: 

### Mecz o 3. miejsce
Format: jeden mecz
| Data       | Godz. | Gospodarz               | Rezultat                 | Gość           | Widzów |
| ---------- | ----- | ----------------------- | ------------------------ | -------------- | ------ |
| 15.04.2024 | 19:00 | RTU Robežsardze/Jūrmala | 3:0 (25:11, 25:9, 25:22) | VK Piejūra/MSĢ | 82     |

Źródło: 

### Finały
Format: do trzech zwycięstw
| Data                                 | Godz.                                | Gospodarz                            | Rezultat                                | Gość                             | Widzów                |
| ------------------------------------ | ------------------------------------ | ------------------------------------ | --------------------------------------- | -------------------------------- | --------------------- |
| Ezerzeme/Daugavpils Universitāte (1) | Ezerzeme/Daugavpils Universitāte (1) | Ezerzeme/Daugavpils Universitāte (1) | 1 – 3                                   | (2) SK Jēkabpils Lūši            | (2) SK Jēkabpils Lūši |
| 10.04.2024                           | 19:45                                | Ezerzeme/Daugavpils Universitāte     | 2:3 (22:25, 25:19, 25:18, 20:25, 17:19) | SK Jēkabpils Lūši                | 400                   |
| 13.04.2024                           | 17:15                                | SK Jēkabpils Lūši                    | 1:3 (23:25, 25:23, 21:25, 23:25)        | Ezerzeme/Daugavpils Universitāte | 500                   |
| 14.04.2024                           | 17:15                                | Ezerzeme/Daugavpils Universitāte     | 0:3 (26:28, 19:25, 21:25)               | SK Jēkabpils Lūši                | 700                   |
| 19.04.2024                           | 19:45                                | SK Jēkabpils Lūši                    | 3:1 (25:21, 22:25, 25:18, 25:14)        | Ezerzeme/Daugavpils Universitāte | 800                   |

Źródło: 

### Klasyfikacja końcowa
| Poz. | Drużyna                          |
| ---- | -------------------------------- |
| 1.   | SK Jēkabpils Lūši                |
| 2.   | Ezerzeme/Daugavpils Universitāte |
| 3.   | RTU Robežsardze/Jūrmala          |
| 4.   | VK Piejūra/MSĢ                   |

### Nagrody indywidualne
Nagrody indywidualne przyznane zostały najlepszym zawodnikom serii finałowej.
| Nagroda                  | Zawodnik          | Klub                             |
| ------------------------ | ----------------- | -------------------------------- |
| Najlepszy zawodnik (MVP) | Jānis Jansons     | SK Jēkabpils Lūši                |
| Najlepszy rozgrywający   | Mārtiņš Jansons   | Ezerzeme/Daugavpils Universitāte |
| Najlepszy atakujący      | Jānis Medenis     | SK Jēkabpils Lūši                |
| Najlepszy przyjmujący    | Armands Rokjāns   | Ezerzeme/Daugavpils Universitāte |
| Najlepszy środkowy       | Zigurds Adamovičs | SK Jēkabpils Lūši                |
| Najlepszy libero         | Dāvis Melnis      | SK Jēkabpils Lūši                |